# トリプルショットEP
『トリプルショットEP』（- イーピー）は、日本の音楽グループスチャダラパーの16枚目のシングルである。1999年9月8日発売。発売元はワーナーミュージック・ジャパン。

## 概要
- 前作から1年3ヶ月ぶりとなるシングル。

## 収録曲
1. トリプルショット(4:40)
作詞・作曲・編曲：松本洋介・松本真介・光嶋誠
2. MORE FUN-KEY-WORD Towa Tei Remix(4:55)
3. トリプルショット Original Version(4:49)
4. MORE FUN-KEY-WORD Towa Tei Remix Instrumental(4:56)
5. 4ch FUNK (LIVE)(1:53)
6. B-BOYブンガク (LIVE)(3:01)
7. 0718アニソロ (LIVE)(2:19)
8. 今夜はブギーバック (LIVE)(4:15)
9. FUN-KEY PERSONALITY (LIVE)(5:09)
10. トリプルショット (INSTRUMENTAL)(4:53)

## 収録アルバム
なし